# Grisel
Grisel là một đô thị ở tỉnh Zaragoza, Aragon, Tây Ban Nha. Theo điều tra dân số 2004 của Viện thống kê Tây Ban Nha (INE), đô thị này có dân số là 60 người. Diện tích đô thị này là 14 ki-lô-mét vuông.
Grisel nằm ở độ cao 625 m trên mực nước biển.